# Varlamov Glacier
Varlamov Glacier är en glaciär i Antarktis. Den ligger i Västantarktis. Argentina, Chile och Storbritannien gör anspråk på området. Varlamov Glacier ligger 240 meter över havet.
Terrängen runt Varlamov Glacier är kuperad åt nordost, men åt sydväst är den platt. Trakten är obefolkad. Det finns inga samhällen i närheten.